# Plätt
En plätt er en lille form for pandekage fra Sverige og Finland, der steges på en almindelig stegepande eller på en speciel stegepande med plads til syv plättar. Ingredienserne er normalt mel, æg og mælk, men der findes også varianter med for eksempel kartofler, potatisplätt, eller renblod, blodplätt. Plättar kan serveres med samme tilbehør som pandekager. Færdigbagte plättar kan desuden købes i fødevarebutikker.
I dele af Småland, Skåne, Blekinge, Norrbotten og Västerbotten i Sverige og i Svenska Österbotten i Finland kaldes alle slags pandekager eller plättar, der laves på et komfur, for plättar, uanset hvor store de er. De mindre kaldes ofte for småplättar for at skelne dem fra de store, der fylder hele stegepanden.
På svensk forekommer ordet i idiomet lätt som en plätt, hvilket betyder at noget er meget let at udføre.

## Ekstern henvisning
- Pannkakor eller plättar – Grundrecept